# La bella e la bestia (film 1991)
La bella e la bestia (Beauty and the Beast) è un film d'animazione del 1991 diretto da Gary Trousdale e Kirk Wise, prodotto da Walt Disney Feature Animation e distribuito da Walt Disney Pictures.
Si tratta del 30º Classico Disney, è il terzo film del Rinascimento Disney, ed è basato sulla fiaba La bella e la bestia di Jeanne-Marie Leprince de Beaumont, prendendo delle idee dall'omonimo film del 1946. La musica del film è stata composta da Alan Menken, mentre Howard Ashman, a cui il film è dedicato (morì pochi mesi prima dell'uscita del film), è stato l'autore dei testi.
La bella e la bestia uscì negli Stati Uniti d'America il 13 novembre 1991. Il film ha incassato 331 milioni di dollari al botteghino di tutto il mondo a fronte di un budget di 25 milioni di dollari, e ha ricevuto ampi consensi per la sua narrativa romantica, l'animazione (in particolare la scena della sala da ballo), i personaggi e i numeri musicali. Fu il primo film d'animazione in assoluto a essere candidato all'Oscar come miglior film, e rimase l'unico fino al 2010 e al 2011 quando, dopo che il numero di possibili candidature per la statuetta era stato aumentato da cinque a dieci, venne raggiunto dai film Up e Toy Story 3 - La grande fuga della Pixar. La bella e la bestia ricevette inoltre altre cinque nomination: miglior colonna sonora, miglior montaggio sonoro, e tre nomination per le sue canzoni (Belle, Be our Guest e Beauty and the Beast, nell'edizione italiana rispettivamente Il racconto di Belle, Stia con noi e La bella e la bestia). Finì per vincerne due, per la migliore colonna sonora e la migliore canzone (la celeberrima Beauty and the Beast, cantata da Céline Dion e Peabo Bryson nel duetto finale). Il film fu premiato anche con tre Golden Globe: miglior film commedia/musicale, colonna sonora e canzone originale, oltre ad altri riconoscimenti internazionali.
Dopo il successo della riedizione in 3D de Il re leone nel 2011, il film è ritornato al cinema in 3D il 13 gennaio 2012 nelle sale americane, mentre in Italia è uscito il 13 giugno dello stesso anno.
Nel 2002 il film fu selezionato per la conservazione nel National Film Registry della Biblioteca del Congresso degli Stati Uniti per essere "culturalmente, storicamente o esteticamente significativo". È ampiamente considerato uno dei più grandi film d'animazione di tutti i tempi.

## Trama
Francia, XVIII secolo. Un principe di bell’aspetto, ma dal carattere viziato, egoista e crudele, vive in un maestoso castello. Una notte d'inverno, arriva al castello un'anziana mendicante che offre al principe una rosa, in cambio di un riparo dal freddo. Ma il principe, disgustato dall'orribile aspetto della vecchia, rifiuta il dono e la caccia via in malo modo. La mendicante lo avvertì di non lasciarsi ingannare dalle apparenze, perchè la vera bellezza si trova nel cuore. Il principe la respinse di nuovo e in quel momento la mendicante, si trasforma in una bellissima fata. Il principe cercò di scusarsi, ma ormai era troppo tardi, poichè la fata aveva visto che non vi era amore nel suo cuore. Delusa dal comportamento sgarbato ed insensibile del giovane, lo punisce trasformandolo in un'orribile Bestia, così come i suoi servi in oggetti d'arredamento animati e il castello, insieme alla foresta adiacente, in un luogo tetro e lugubre. Nonostante tutto però, la fata gli concede anche una possibilità di redenzione: la rosa era incantata e sarebbe rimasta fiorita fino al ventunesimo compleanno di lui. Se il principe avesse imparato ad amare e a farsi amare nonostante il suo aspetto, prima che l'ultimo petalo del fiore fosse caduto, allora l'incantesimo si sarebbe spezzato; in caso contrario, sarebbe rimasto una bestia per l'eternità. Sicuro che nessuno avrebbe potuto amare un essere mostruoso come lui, il principe perse le speranze e si isolò nel castello vergognandosi del suo orribile aspetto.
Alcuni anni dopo, una ragazza di nome Belle abita in un paese di campagna. Belle è la ragazza più bella e dolce del villaggio, ma è anche considerata strana per la sua passione per la lettura e la sua riservatezza. L'arrogante e narcisista Gaston, il miglior cacciatore del villaggio e lo scapolo più ambito, le ha messo gli occhi addosso e vuole a tutti i costi sposarla a causa della sua bellezza.
Un giorno l'eccentrico padre di Belle, Maurice (di professione inventore) parte per una fiera con la sua ultima invenzione, un taglialegna automatico. Durante il tragitto però, si perde nella foresta e viene assalito da un branco di lupi. Il vecchio riesce comunque a sfuggire alle belve e a trovare rifugio in un castello che sfortunatamente è proprio quello della Bestia: la servitù accoglie Maurice  con molta cortesia ma la Bestia che non tollera la presenza di sconosciuti, lo rinchiude nella prigione del maniero. Philippe, il cavallo di Maurice, torna a casa e Belle parte alla ricerca del padre, trovandolo rinchiuso nelle segrete del castello. Dopo esser stata sorpresa dalla Bestia, Belle si offre di prendere il posto di suo padre e la Bestia accetta, obbligando  Maurice ad andarsene.
Convinta che Belle possa essere la loro speranza di rompere l'incantesimo, la servitù cerca in tutti i modi di favorire un avvicinamento tra lei e il padrone, ma la Bestia continua a trattare Belle con durezza e per questo la ragazza rifiuta ogni contatto con lui. Intanto, Belle fa amicizia con i servitori del castello: il candelabro Lumière, l'orologio Tockins, la teiera Mrs. Bric e suo figlio Chicco, una tazza da tè. Nell'esplorare il castello, Belle giunge nell'ala ovest, dove viene custodita la rosa incantata. Purtroppo la ragazza viene scoperta dalla Bestia, che furibonda le ordina di andare subito via. Terrorizzata, Belle scappa nel bosco, dove viene attaccata dai lupi, ma poco dopo viene raggiunta dalla Bestia che sentendosi in colpa per il gesto di prima combatte e riesce a mettere in fuga il branco di lupi, rimanendo però ferita dai loro denti e dai loro artigli. Belle commossa da questo gesto lo riporta al castello e ne cura le ferite, quindi i due iniziano ad avvicinarsi emotivamente. La Bestia innamoratosi sinceramente della ragazza, inizia a maturare un carattere più calmo, gentile e buono e così Belle inizia a trascorrere serenamente i suoi giorni con lui nel castello. 
Nel frattempo Maurice è tornato al villaggio, ma nessuno degli uomini a cui ha chiesto aiuto gli crede sul conto della Bestia e viene trattato come un pazzo. A questo punto, Gaston escogita un piano per costringere Belle a sposarlo: corrompere il direttore del manicomio del paese per farvi rinchiudere il povero Maurice, confidando che Belle farebbe qualunque cosa pur di salvare il padre. Tuttavia, Maurice li anticipa e parte da solo alla ricerca del castello.
Dopo aver condiviso un ballo romantico con la Bestia, Belle ammette di essere felice ma allo stesso tempo inizia a sentire la mancanza del padre. La Bestia le permette allora di usare uno specchio magico in grado di mostrarle qualsiasi cosa: qui Maurice appare stremato e infreddolito nel bosco e la Bestia per amore della ragazza, decide di liberarla donandole lo specchio come ricordo del tempo trascorso assieme. Belle riesce a riportare a casa Maurice e a curarlo, ma proprio in quel momento Gaston fa irruzione nella dimora con gli uomini del manicomio e mette in atto il suo piano diabolico. Per dimostrare a tutti che suo padre non è pazzo, Belle usa lo specchio per mostrare la Bestia ai cittadini, assicurando che si tratta di una creatura buona e gentile. Infuriato,  Gaston intuisce che la ragazza prova qualcosa per la Bestia piuttosto che per lui e perciò la accusa di essere folle come il padre, quindi rinchiude lei e Maurice nel laboratorio di quest'ultimo e convince gli uomini del villaggio che la Bestia è in realtà un mostro pericoloso e ad andare al castello con lui per ucciderla. Per fortuna Chicco, intrufolatosi furtivamente nella borsa di Belle, attiva il taglialegna automatico e libera lei e Maurice.
I paesani arrivano al castello e tentano di entrarvi con la forza, ma la servitù organizza un agguato contro gli aggressori costringendoli dopo un'accesa battaglia, a battere in ritirata dal maniero. Ciononostante, Gaston riesce a salire nelle stanze superiori e aggredisce la Bestia. Inizialmente il principe, essendo triste e depresso per la partenza di Belle, non reagisce alle aggressioni di Gaston, ma subito dopo aver visto Belle tornare, riacquista le forze e la speranza e tra i due scoppia così una lotta sui tetti del maniero: Gaston dichiara la sua intenzione di ucciderlo per conquistare Belle, la Bestia lo afferra per il collo e minaccia di farlo precipitare ma, all'ultimo momento decide  di risparmiargli la vita. Dopodiché la Bestia e Belle si ritrovano. Vigliaccamente, Gaston  pugnala la Bestia alle spalle con un coltello, ma subito dopo perde l'equilibrio e muore precipitando nel burrone sottostante. Ormai morente la Bestia dichiara a Belle il proprio amore, prima di esalare l'ultimo respiro. La ragazza disperata, dichiara in lacrime il suo amore proprio nel momento in cui cade l'ultimo petalo della rosa. L'incantesimo così si spezza, la Bestia torna in vita e si ritrasforma nel principe. I servi ritornano umani e il castello lugubre e tetro ritorna ad essere un luogo fiabesco. Belle e il principe possono così sposarsi e coronare il loro sogno d'amore, organizzando un ballo per il regno.

## Personaggi
- Belle: protagonista femminile del film, è una giovane donna dai lunghi capelli castani, molto bella, amorevole, indipendente, intelligente, sognatrice, bibliofila e capace di guardare oltre le apparenze, motivo per il quale aborre le avance dell'avvenente quanto cinico e crudele Gaston. S'innamora della Bestia e trova l'umano di buon cuore represso in lui. Nella versione inglese fu doppiata da Paige O'Hara.
- Principe Adam/Bestia: protagonista maschile del film, è il giovane e bel principe di 21 anni che nel prologo della storia, viene trasformato nella mostruosa bestia a causa del suo cuore freddo e del suo egoismo, arroganza e misantropia. Con l'aiuto di Belle diverrà un personaggio molto più gentile, civile e pacifico, fino a ritrasformarsi nel bellissimo principe che era. Nella versione inglese fu doppiato da Robby Benson.
- Gaston: principale antagonista del film, è un giovane prestante, superficiale, arrogante e narcisista, il miglior cacciatore del villaggio in cui vive anche Belle. Molto popolare e ambito dalle ragazze del villaggio, vuole sposare Belle perché la considera la più bella tra tutte. Incapace di accettare il rifiuto della ragazza, nel corso del film diventerà sempre più crudele e meschino, fino ad arringare l'intero villaggio contro la bestia e a condurli all'assalto del castello. Dopo aver pugnalato a tradimento la Bestia, precipiterà nel burrone sottostante al castello e troverà la morte. Nella versione inglese fu doppiato da Richard White.
- Lumière: è il maître del castello della Bestia, di buon cuore ma ribelle, trasformato dal sortilegio lanciato sul castello in un candelabro. Ha l'abitudine di ribellarsi al rigido regolamento del suo padrone, nonostante nutra verso i suoi confronti un forte timore. È raffigurato come un dongiovanni e pare avere una relazione con la cameriera Spolverina. Nella versione inglese fu doppiato da Jerry Orbach.
- Tockins (Cogsworth): è l'efficiente maggiordomo del castello, trasformato in un orologio a pendolo. È estremamente leale alla Bestia e ligio ai suoi ordini. È il migliore amico di Lumière, nonostante i due bisticcino spesso. Nella versione inglese fu doppiato da David Ogden Stiers.
- Mrs. Bric (Mrs. Pott): è la governante del castello, trasformata in una teiera, che assume un atteggiamento materno verso Belle. Oltre al suo lavoro ufficiale, Mrs. Bric è anche una bravissima cantante ed è infatti proprio sulla sua voce che Belle e la Bestia danzeranno il loro primo ballo. Nella versione originale fu doppiata da Angela Lansbury.
- Chicco (Chip): è un simpatico bambino di 7 anni trasformato in una tazza da tè, figlio di Mrs. Bric. Nel tempo in cui aveva le sembianze di una tazza dimostrava di detestare il dover dormire nella credenza e ha 5 fratelli di nome Marie, Pierre, Catherine, Margaret e Louis. Nella versione inglese fu doppiato da Bradley Pierce, che fu accreditato come "Bradley Michael Pierce".
- Maurice Dubois: un inventore, padre di Belle. Viene considerato dai suoi compaesani un vecchio pazzo, un po' originale ma inoffensivo. Nella versione inglese fu doppiato da Rex Everhart.
- Le Tont (Le Fou): antagonista secondario del film, è l'amico imbranato e maldestro di Gaston. Viene spesso maltrattato dal suo capo ma, ciononostante, lo venera e lo considera un idolo. Nella versione inglese fu doppiato da Jesse Corti.
- Philippe: è il cavallo di Belle e Maurice, a cui è molto affezionato. Ha paura della foresta e dei lupi, ma grazie al sostegno di Belle, diventerà molto coraggioso, tanto da sfondare da solo il portone del castello per permettere alla sua padrona di andare ad aiutare la Bestia. Nella versione inglese i suoi effetti vocali furono doppiati da Hal Smith.
- Guardaroba: l'autorità del castello sulla moda, è un'ex cantante lirica, trasformata in un armadio. Nella versione inglese fu doppiata da Jo Anne Worley.
- Spolverina (Featherduster): cui vero nome è Fifì, è una cameriera del maniero della Bestia fidanzata di Lumière. Fu trasformata in un piumino e da umana si dimostra una fanciulla incredibilmente avvenente. Nella versione inglese fu doppiata da Kimmy Robertson.
- Sultano (Sultan): è il cane del castello trasformato in un poggiapiedi, che sembra essere l'animale domestico di Chicco. Ha le fattezze sia dello Yorkshire terrier che del bassotto. Nella versione inglese i suoi effetti vocali furono doppiati da Frank Welker.
- Les Bimbettes: sono un trio di ragazze della città, uguali tra loro tranne che per il colore dell'abito e per l'acconciatura (rispettivamente Claudette abito rosso, Laurette giallo e Paulette verde); sono tutte e tre molto belle e avvenenti, ma tutt'altro che intelligenti, e adulano costantemente Gaston. Arrivano a definire Belle "pazza" quando quest'ultima rifiuta la proposta di matrimonio di Gaston. Si mettono perfino a piangere mentre Gaston va a proporsi a Belle. Nella versione inglese furono doppiate rispettivamente da Mary Kay Bergman e Kath Soucie.
- Monsieur D'Arque: antagonista terziario del film, è il direttore della Maison de Lune, il manicomio locale. È un uomo sinistro e crudele, rappresentato come un vecchio magrissimo e dalla carnagione olivastra, con pesanti occhiaie. Viene pagato in monete d'oro da Gaston affinché lo aiuti nel suo piano di ricattare Belle. Nella versione inglese fu doppiato da Tony Jay.
- I lupi: cacciano in branco e sono temibili. Nel corso del film tenteranno di uccidere sia Belle che suo padre Maurice ma anche il cavallo Philippe e la Bestia senza riuscirci. Verranno infatti messi in fuga dalla Bestia al termine di una battaglia. Nella versione inglese i loro effetti vocali furono anche doppiati da Welker.

## Produzione

### Sviluppo
Walt Disney cercò altre storie da trasformare in film dopo il successo di Biancaneve e i sette nani, e La Bella e la Bestia era tra i racconti che considerava. Tentativi di sviluppare la storia La bella e la bestia in un film vennero compiuti negli anni '30 e '50, ma alla fine vennero abbandonati perché "si rivelarono una sfida" per lo story team. Peter M. Nichols afferma che Disney si sentì successivamente scoraggiato dopo che Jean Cocteau filmò la sua versione.
Decenni più tardi, dopo il successo di Chi ha incastrato Roger Rabbit nel 1988, lo studio Disney riprese La bella e la bestia come un progetto per lo studio di animazione satellitare che era stato installato a Londra per lavorare su Roger Rabbit. Richard Williams, che aveva diretto le porzioni animate di Roger Rabbit, venne invitato a dirigere, ma rifiutò per continuare i lavori sul suo progetto di lunga gestazione The Thief and the Cobbler. Al suo posto, Williams consigliò il suo collega, il regista d'animazione inglese Richard Purdum, e iniziarono i lavori sotto il produttore Don Hahn sulla base di una versione non musicale di La bella e la bestia ambientata nella Francia Vittoriana. Per volere del CEO della Disney Michael Eisner, La bella e la bestia diventò, dopo La carica dei 101 e La spada nella roccia, il terzo film d'animazione Disney ad utilizzare uno sceneggiatore. Questa fu una mossa di produzione insolita per un film d'animazione, che sono tradizionalmente sviluppati in storyboard, piuttosto che in forma di script. Linda Woolverton scrisse la bozza originale della storia prima di iniziare lo storyboard, e lavorò con lo story team per riorganizzare e sviluppare il film.

### Sceneggiatura
Dopo aver visto le bobine dello storyboard iniziale nel 1989, il presidente della Walt Disney Studios Jeffrey Katzenberg ordinò che il film venisse demolito e ricominciato da zero. Pochi mesi dopo il nuovo inizio, Purdam si dimise da regista. Lo studio invitò Ron Clements e John Musker a dirigere il film, ma i due declinarono l'offerta, dicendo di essere stanchi dopo appena aver finito di dirigere il recente successo della Disney La sirenetta. Disney poi assunse per la prima volta in funzione di registi Gary Trousdale e Kirk Wise. Trousdale e Wise avevano già diretto le sezioni animate di Cranium Command, un cortometraggio per l'attrazione del parco a tema Disney Epcot. Inoltre, Katzenberg chiese agli autori Howard Ashman e Alan Menken, che avevano scritto le canzoni per La sirenetta, di trasformare La bella e la bestia in un film musicale in stile Broadway, nella stessa vena de La sirenetta. Ashman, che all'epoca aveva saputo di stare per morire di complicazioni da AIDS, stava lavorando con la Disney su un suo progetto, Aladdin; nonostante ciò, accettò di unirsi al team di produzione in difficoltà.

### Regia
Il film è diretto dai registi Gary Trousdale e Kirk Wise che nel 1996 diressero un'altra grande produzione Disney, Il gobbo di Notre Dame, e nel 2001 Atlantis - L'impero perduto.
Per i due personaggi principali, Belle e la Bestia, sono stati necessari 6 animatori cadauno.

### Animazione e cast
- La Bestia: animato da Glen Keane. Chris Sanders, uno degli artisti dello storyboard del film, abbozzò i progetti per la Bestia sulla base di disegni di uccelli, insetti e pesci, prima di arrivare a qualcosa di vicino al disegno finale. Glen Keane, animatore supervisore per la Bestia, raffinò il disegno andando allo zoo e studiando gli animali su cui si basava la Bestia. Benson ha commentato: "C'è una rabbia e un tormento in questo personaggio che non mi era mai stato chiesto di usare prima". Cercando l'attore che ne impersonasse la voce, i realizzatori commentarono che "tutti erano molto fee-fi-fo-fum e cavernosi" mentre Benson aveva la "voce grossa e il lato caldo e accessibile" e che "si avvertiva il principe sotto la pelliccia".
- Belle: animata da James Baxter. Nel loro sforzo di migliorare il personaggio della storia originale, i realizzatori ritennero che Belle dovesse essere inconsapevole della sua bellezza, pensandola come una ragazza eccentrica e ingenua. Wise ricorda il casting di Paige O'Hara a causa di un "suono unico" che lei aveva, "un po' da Judy Garland", sulle cui sembianze il personaggio fu modellato. Anche il volto di Audrey Hepburn servì per modellare il viso di Belle.
- Gaston: animato da Andreas Deja, Ron Husband, David Burgess e Tim Allen. Per scegliere l'attore che impersonasse Gaston alle audizioni si formò una "grande linea di uomini belli con voci profonde", da cui venne scelto Richard White per la sua "voce grossa" che "scuoteva la stanza". Il supervisore all'animazione di Gaston, Andreas Deja, trovò difficile realizzare un cattivo che risultasse genuinamente bello, un contrasto poco presente nelle opere Disney.
- Lumière: animato da Nik Raineri.
- Tockins: animato da Will Finn.
- Mrs. Bric: animata da David Pruiksma. I realizzatori sono passati attraverso diversi nomi per Mrs. Bric, come "Mrs. Chamomille", prima che Ashman suggerisse l'uso di nomi semplici e concisi per gli oggetti domestici.
- Chicco: animato da David Pruiksma. Chicco era originariamente destinato ad avere una sola battuta, ma i realizzatori sono stati impressionati dalle prestazioni di Pierce e hanno ampliato il ruolo del personaggio in modo significativo, dandogli anche un ruolo importante nel salvataggio di Belle.
- Maurice: animato da Ruben Aquino.
- LeTont: animato da Chris Wahl.
- Philippe: animato da Russ Edmonds.
- Guardaroba: animata da Tony Anselmo. Il personaggio di Guardaroba è stata introdotta dalla sviluppatrice visiva Sue C. Nichols nell'allora interamente maschile cast dei servi, ed era originariamente un personaggio più integro chiamato "Madame Armoire".

## Colonna sonora

### Brani
- Il racconto di Belle: la canzone d'apertura del film, dove Belle esprime il suo punto di vista sulla sua vita accompagnata dai commenti degli abitanti della città.

Interpretata da Marjorie Biondo, Carlo Lepore e il coro
- Il racconto di Belle - Reprise: Cantata da Belle dopo che Gaston le chiede di sposarlo, riprende il ritmo e le idee di Belle.

Interpretata da Marjorie Biondo.
- La canzone di Gaston: LeTont e tutti coloro che frequentano la locanda cantano in onore di Gaston per farlo riprendere dal rifiuto di Belle.

Interpretata da Carlo Lepore, Elio Pandolfi e il coro
- La canzone di Gaston - Reprise: Cantata da Gaston e LeTont dopo che Maurice entra nella locanda, riprende La canzone di Gaston.

Interpretata da Carlo Lepore e Elio Pandolfi
- Stia con noi (Be our guest): un cabaret organizzato in onore di Belle dai servitori del castello. Lumière e Mrs. Bric sono i cantanti principali.

Interpretata da Vittorio Amandola, Isa Di Marzio, Gianni Vagliani e il coro.
- Uno sguardo d'amore (Something There): Belle e La Bestia iniziano a stringere amicizia e Lumière, Mrs. Bric e Tockins ne sono felici.

Interpretata da Massimo Corvo, Marjorie Biondo, Isa Di Marzio, Vittorio Amandola e Gianni Vagliani.
- Di nuovo umani (Human Again): Presente solo nell'Edizione Speciale, è cantata dai servitori in occasione del gran ballo, in particolare da Lumière, Mrs. Bric, Guardaroba e Tockins.

Interpretata da Leslie La Penna, Antonella Rinaldi, Mino Caprio, Didi Perego e dal coro.
- La bella e la bestia (Beauty and the Beast): cantata da Mrs. Bric durante il ballo tra Belle e la Bestia.

Interpretata da Isa Di Marzio.
- Attacco al castello (The Mob Song): cantata da Gaston per istigare gli abitanti del villaggio ad attaccare il castello e a uccidere la Bestia.

Interpretata da Carlo Lepore, Elio Pandolfi e il coro
- Trasformazione: la canzone finale del film, riprende la melodia di La Bella e la Bestia.

Interpretata dal coro.
- La bella e la bestia - Duetto finale: cantata durante i titoli di coda.

Interpretata da Gino Paoli e Amanda Sandrelli.

## Distribuzione

### Date di uscita
| Film                        | Data di uscita   | Lingue   |
| --------------------------- | ---------------- | -------- |
| La bella e la bestia        | 2 dicembre 1992  | Italiano |
| La bella e la bestia (IMAX) | 18 febbraio 2002 | Italiano |
| La bella e la bestia (3D)   | 13 giugno 2012   | Italiano |

### Edizioni internazionali
Nella versione cinese di La bella e la bestia, la voce della Bestia (sia parlata che cantata) è fornita da Jackie Chan. Nel settembre 2007, CCTV-6, un canale di cinema cinese, ha mandato in onda una versione del film con un nuovo doppiaggio, in cui la voce della Bestia è di Wang Kai. È stata pubblicata anche una versione tradotta della canzone "La bella e la bestia" in versione pop, tradotta da Chan Siu Kei e cantata da Nicholas Tse Ting-Fung e Meilin. Questa canzone tradotta è stata pubblicata separatamente prima del film in onda e non è inclusa nella nuova versione cinese, che utilizza un'altra traduzione di testi di Han Wen.
Esistono due versioni in spagnolo, una in spagnolo messicano per il mercato latino-americano, l'altra in spagnolo castigliano per il mercato europeo. Nella versione messicana, la voce di LeTont è fornita dallo stesso attore che ha interpretato il ruolo in inglese, il doppiatore venezuelano-americano Jesse Corti.
Nella versione italiana, la canzone principale è eseguita da Gino Paoli e dalla figlia Amanda Sandrelli. Diversamente dalla versione in inglese, la prima parte della canzone è cantata da un uomo (Gino Paoli, in originale Céline Dion) e la seconda parte da una donna (Amanda Sandrelli, in originale Peabo Bryson).
Per la versione francese, la canzone è eseguita da Charles Aznavour e Liane Foly nella prima versione. Quando il film uscì di nuovo nel 2002, la canzone fu cantata da Patrick Fiori e Julie Zenatti. Nell'uscita del 2002 venne cambiata anche la voce di Mrs. Bric. Nella prima uscita Mrs. Bric era stata doppiata da Lucie Dolène, la stessa attrice che diede la voce a Biancaneve nel 1962 (secondo doppiaggio). Tuttavia, a causa di alcuni disaccordi, la voce di Lucie Dolène venne sostituita da quelle di Lily Baron per le parti parlate e Christiane Legrand per le parti cantate.
Nella versione svedese, la canzone è cantata da Tommy Körberg e Sofia Källgren, che forniscono anche le voci della Bestia e di Belle nel film.
Nella versione greca, la voce della Bestia è fornita da Yiannis Palamidas, lo stesso attore che ha doppiato Rex nella versione greca di Toy Story - Il mondo dei giocattoli. Belle è doppiata dalla nota attrice greca Christy Stasinopoulou.

#### Edizione italiana

Foto che ritrae i doppiatori, i cantanti, il direttore di doppiaggio e quello musicale della versione italiana.

L'edizione italiana del film è stata curata dalla Royfilm con l'adattamento dei dialoghi a opera di Andrea De Leonardis. Il doppiaggio italiano, invece, venne eseguito dalla Fono Roma sotto la direzione di Renzo Stacchi; mentre i testi delle canzoni sono stati tradotti e adattati da Ermavilo, ad eccezione della canzone principale La bella e la bestia che è stata adattata da Gino Paoli (quest'ultimo è anche il cantante della versione della canzone presente nei titoli di coda insieme ad Amanda Sandrelli, mentre nel corso del film è interpretata da Isa Di Marzio, voce di Mrs. Bric). La direzione musicale venne affidata a Pietro Carapellucci.
Nel 2002, in occasione dell'edizione speciale in VHS e DVD, è stata inserita una canzone inedita intitolata Di nuovo umani. Tale canzone è stata doppiata dalla Royfilm (la stessa società che ha curato il film nel 1992) sotto la direzione di Leslie La Penna e su dialoghi di Giorgio Tausani.

### Edizioni Home video

#### VHS
In Italia la VHS del film è uscita il 10 settembre 1993. Una seconda edizione VHS è uscita il 18 ottobre 2002.

#### DVD
La prima edizione DVD è uscita nel ottobre 2002 insieme alla riedizione della VHS. Una seconda edizione è stata lanciata il 26 novembre 2010, contestualmente all'uscita del film in blu-ray.

## Accoglienza

### Incassi
Durante la sua prima uscita nel 1991, La bella e la bestia ha incassato $ 145,863,363 nel Nord America e altri $ 186,043,788 nel resto del mondo, per un totale di $ 331,907,151.
È stato il terzo film di maggior successo del 1991 nel Nord America, preceduto solo da Terminator 2 - Il giorno del giudizio e Robin Hood - Principe dei ladri. All'epoca La bella e la bestia fu la versione cinematografica animata di maggior successo della Disney e il primo film d'animazione a raggiungere $ 100 milioni negli Stati Uniti e in Canada nella sua corsa iniziale.
In Italia è stato il primo film per incassi durante la stagione 1992-93 con oltre 28 miliardi di lire (circa 14,5 milioni di Euro), superando due pezzi da novanta come Basic Instinct e Guardia del corpo.
Ha avuto altre due riedizioni (l'ultima si è conclusa il 3 maggio 2012) e guadagnato $ 47,6 milioni, portando il totale lordo del film in Nord America a $ 218,967,620. Ha realizzato un ottimo risultato di altri $ 206,000,000 a livello internazionale, per un totale mondiale di $ 424,967,620 contro un budget di $ 25 milioni.

### Critica
Al momento della sua uscita, La bella e la bestia ha ricevuto il plauso universale della critica cinematografica e del pubblico per l'animazione, la sceneggiatura, i personaggi, la colonna sonora, i numeri musicali e il doppiaggio.
Rotten Tomatoes dà al film un punteggio di approvazione del 94% basato sulle recensioni di 118 critici, con una valutazione media di 8,50/10. Il consenso critico del sito web recita: "Incantevole, estremamente romantico e con molti meravigliosi numeri musicali, La bella e la bestia è una delle offerte animate più eleganti della Disney". Il film detiene anche un punteggio di 95/100 su Metacritic, che indica le recensioni come "acclamazioni universali". Il pubblico intervistato da CinemaScore ha assegnato al film un raro voto "A+".
Janet Maslin del New York Times ha elogiato il film con la seguente dichiarazione: "Due anni fa, la Walt Disney Pictures ha reinventato il film d'animazione, non solo con l'obiettivo di accontentare i bambini, ma anche con un pubblico più anziano e più esperto in mente. Disney ha davvero colmato un divario generazionale con La sirenetta… Ora, il fulmine ha sicuramente colpito due volte con La bella e la bestia". Assegnando al film quattro stelle su quattro, Roger Ebert del Chicago Sun-Times ha paragonato positivamente il film a Biancaneve e Pinocchio, scrivendo: "La bella e la bestia si rifà a una tradizione hollywoodiana più antica e più sana, in cui i migliori scrittori, musicisti e registi si riuniscono per un progetto partendo dal presupposto che anche un pubblico familiare meriti grande intrattenimento". James Berardinelli di ReelViews ha valutato il film in modo simile mentre lo ha salutato come "il miglior film d'animazione mai realizzato", scrivendo, "La bella e la bestia raggiunge un mix quasi perfetto di romanticismo, musica, invenzione e animazione". Hal Hinson del Washington Post ha dato al film una recensione positiva, definendo il film "Una favola moderna deliziosamente soddisfacente, quasi un capolavoro che attinge alle sublimi tradizioni del passato pur rimanendo completamente in sintonia con la sensibilità del suo tempo". Dave Kehr del Chicago Tribune ha assegnato al film tre stelle su quattro, affermando che "La bella e la bestia è certamente un intrattenimento natalizio adeguato per i bambini e i loro genitori più indulgenti... impatto del passato Disney".
Jay Boyar dell'Orlando Sentinel ha dato al film quattro stelle su cinque, dicendo "Non è un film particolarmente spaventoso, ma fin dall'inizio, puoi dire che questa bella e la bestia ha una bellezza di un morso". John Hartl del The Seattle Times ha assegnato al film tre stelle e mezzo su quattro, affermando: "È eccezionalmente difficile convincere il pubblico a interessarsi ai personaggi animati a meno che non siano sirene o animali antropomorfizzati o insetti, tuttavia gli animatori Disney, con un grande aiuto dal talento vocale di un cast superbo, ce l'hanno fatta". Gene Siskel del Chicago Tribune ha assegnato al film quattro stelle su quattro, affermando che "La bella e la bestia è uno dei film più divertenti dell'anno sia per adulti che per bambini".
La bella e la bestia è stato uno dei film Disney più acclamati dalla critica. Nel 2010, IGN ha nominato La bella e la bestia come il più grande film d'animazione di tutti i tempi, davanti a WALL-E, Gli Incredibili, Toy Story 2 - Woody e Buzz alla riscossa e Il gigante di ferro.
L'American Film Institute ha aggiunto il film in 4 classifiche: 
- AFI's 100 Years… 100 Passions: 34ª posizione;
- AFI's 100 Years… 100 Songs: 62ª posizione (canzone omonima);
- AFI's 100 Years of Musicals: 22ª posizione;
- AFI's 10 Top 10: 7ª posizione (genere film d'animazione).

## Riconoscimenti
- 1992 – Premio Oscar
  - Miglior colonna sonora a Alan Menken
  - Miglior canzone (Beauty And The Beast) a Alan Menken e Howard Ashman
  - Nomination Miglior film a Don Hahn
  - Nomination Miglior sonoro a Terry Porter, Mel Metcalfe David J. Hudson e Doc Kane
  - Nomination Miglior canzone (Belle) a Alan Menken e Howard Ashman
  - Nomination Miglior canzone (Be Our Guest) a Alan Menken e Howard Ashman
- 1992 – Golden Globe
  - Miglior film commedia o musicale a Don Hann
  - Miglior colonna sonora a Alan Menken
  - Miglior canzone (Beauty And The Beast) a Alan Menken e Howard Ashman
  - Nomination Miglior canzone (Be Our Guest) a Alan Menken e Howard Ashman
- 1993 – Premio BAFTA
  - Nomination Miglior colonna sonora a Alan Menken, Howard Ashman
  - Nomination Migliori effetti speciali a Randy Fullmer
- 1991 – Chicago Film Critics Association Award
  - Nomination Miglior film
- 1994 – Grammy Award
  - Nomination Miglior interpretazione strumentale pop (Beauty and the Beast) a James Galway
- 1993 – Grammy Award
  - Miglior compisition strumentale a Alan Menken
  - Miglior interpretazione vocale pop di coppia o di gruppo (Beauty and the Beast) a Peabo Bryson e Céline Dion
  - Miglior canzone (Beauty and the Beast) a Howard Ashman e Alan Menken
  - Miglior interpretazione strumentale pop (Beauty and the Beast) a Richard S. Kaufman
  - Nomination Canzone dell'anno (Beauty and the Beast) a Alan Menken, Howard Ashman, Céline Dion e Peabo Bryson
  - Nomination Registrazione dell'anno (Beauty and the Beast) a Céline Dion, Peabo Bryson e Walter Afanasieff
  - Nomination Album dell'anno
- 1993 – Nastro d'argento
  - Miglior doppiaggio maschile a Massimo Corvo

- 1995 - Leggio d'oro
  - Leggio d'oro voce cartoon a Laura Boccanera e Massimo Corvo
- 1992 – Kansas City Film Critics Circle Awards
  - Miglior film d'animazione
- 1993 – Saturn Award
  - Nomination Miglior film fantasy
  - Nomination Miglior colonna sonora a Alan Menken
- 1992 – Premio Hugo
  - Nomination Miglior rappresentazione drammatica
- 1991 – Los Angeles Film Critics Association Award
  - Miglior film d'animazione a Gary Trousdale, Kirk Wise
- 1991 – National Board of Review of Motion Pictures
  - Premio speciale per l'animazione
- 1992 – Annie Awards
  - Miglior film d'animazione
  - Premio alla carriera per i contributi nell'arte dell'animazione a Glen Keane
- 1993 – ASCAP Award
  - Migliore canzone (Beauty and the Beast) a Howard Ashman e Alan Menken
- 1992 – BMI Film & TV Award
  - Miglior colonna sonora a Alan Menken
- 1992 - Dallas-Fort Worth Film Critics Association Award
  - Miglior film
  - Miglior film d'animazione
  - Miglior sceneggiatura a Linda Woolverton
- 1992 – Golden Reel Award
  - Miglior montaggio sonoro in un lungometraggio d'animazione
- 1992 - PGA Awards
  - Nomination Miglior produttore a Don Hahn
- 1993 – Young Artist Award
  - Film per la famiglia dell'anno
- 1993 – Golden Screen
  - Golden Screen
- 1997 - Online Film & Television Association
  - Miglior film
- 1992 - Publicists Guild of America
  - Maxwell Weinberg Award

## Altri media
- Nei tre film televisivi Descendants, Descendants 2 e Descendants 3, trasmessi nel 2015, 2017 e 2019 su Disney Channel, appaiono Belle, Adam e il loro figlio Ben. Nei seguiti appare tra i cattivi anche il figlio di Gaston, Gil.
- Un romanzo tratto dal film è stato pubblicato dalla Giunti editore con il titolo Antico come il tempo e racconta la stessa storia ma con un twist differente che risponde alla domanda E se la madre di Belle avesse maledetto la Bestia?. Il libro è stato scritto da Jen Calonita[19].
- Belle, insieme alle altre Principesse Disney, appare in Sofia la principessa.
- Belle, insieme ad altre principesse , è presente in Ralph spacca Internet.
- I personaggi appaiono nel cortometraggio Once Upon a Studio.

## Versioni alternative
Nel 2002 è stata presentata un'edizione speciale del film, con una scena inedita che presenta la canzone Di nuovo umani. La scena è stata doppiata con voci differenti rispetto all'edizione italiana originale (ad eccezione della Bestia, che ha sempre la voce di Massimo Corvo). Il doppiaggio di questa scena è stato diretto da Leslie La Penna, su dialoghi di Giorgio Tausani.

## Remake live-action
Il 26 gennaio 2015 Emma Watson annuncia su Facebook di esser stata scritturata per la parte di Belle nell'adattamento in live action del film che sarà realizzato dalla Disney. Il film sarà sceneggiato da Stephen Chbosky e diretto da Bill Condon. A marzo viene annunciato che Dan Stevens, noto per la serie Downton Abbey, sarà la Bestia e Luke Evans interpreterà Gaston. Josh Gad avrà la parte di LeTont. Ad Emma Thompson andrà la parte di Mrs. Bric, mentre Kevin Kline avrà quella del padre di Belle. Ad aprile arriva prima l'annuncio che Ian McKellen sarà Tockins, poi che Ewan McGregor interpreterà il candeliere Lumière e infine che Stanley Tucci è entrato nel cast nel ruolo di un clavicembalo chiamato Cadenza, assente nel film del 1991 (il personaggio viene descritto come un Maestro nevrotico). La colonna sonora del film sarà composta dagli stessi Alan Menken e Tim Rice che nel 1991 realizzarono musiche e canzoni del film d'animazione. Si tratterà di un misto di quei pezzi registrati nuovamente e di canzoni scritte appositamente per il film in live-action. Le riprese del film sono iniziate a maggio 2015 negli Shepperton Studios di Londra. L'uscita ufficiale del film nelle sale, inizialmente prevista per il 3 marzo 2017, è stata di poco posticipata al 17 marzo del 2017 anche in 3D, mentre in Italia è uscito un giorno prima, il 16 marzo 2017.

## Sequel e Midquel
Il film ha avuto un sequel, La bella e la bestia - Un magico Natale (1997), in cui il prologo si svolge dopo gli eventi de La bella e la bestia; tuttavia il film è ambientato nel passato, rendendolo un midquel. Nel 1998 è uscito il midquel, Il mondo incantato di Belle (1998).